# Ruud Kool
Ruud Kool (Abbekerk, 1 november 1966) is een voormalig Nederlands profvoetballer. De middenvelder kwam onder meer uit voor FC Twente en Fortuna Sittard.
Kool werd in 1988 door eerstedivisionist AZ weggehaald bij amateurclub HVV Hollandia. In drie seizoenen speelde hij 99 competitieduels voor AZ en scoorde hij zeven keer. In 1991 tekende hij een contract bij FC Twente. Bij deze club maakte hij op 18 augustus 1991 zijn debuut in de Eredivisie, in een uitwedstrijd tegen Feyenoord. Kool kwam vier seizoenen uit voor FC Twente. Hij speelde meestal op de linkshalfpositie, als controlerende middenvelder. Hij kwam tevens uit in drie duels in de UEFA Cup. In het seizoen 1994/95 speelde hij een negatieve rol in het Europese duel tegen Kispest Honved. In de met 4-1 verloren thuiswedstrijd ging hij bij twee tegendoelpunten in de fout en werd hij een kwartier voor tijd met een rode kaart uit het veld gestuurd.
In zijn laatste seizoen bij FC Twente belandde Kool regelmatig op de reservebank. In zijn laatste wedstrijd voor de Tukkers, op 28 mei 1995 uit tegen Ajax, werd hij het veld uitgestuurd. Hij vertrok naar Fortuna Sittard, waar hij zes seizoenen speelde. Toen hij bij deze club in 2001 geen nieuw contract aangeboden kreeg, tekende hij een eenjarig contract bij VVV in de Eerste divisie. In 2002 beëindigde hij zijn loopbaan.

## Cluboverzicht
| seizoen | club            | land      | competitie     | duels | goals |
| ------- | --------------- | --------- | -------------- | ----- | ----- |
| 1988/89 | AZ              | Nederland | Eerste Divisie | 36    | 0     |
| 1989/90 | AZ              | Nederland | Eerste divisie | 26    | 2     |
| 1990/91 | AZ              | Nederland | Eerste divisie | 37    | 5     |
| 1991/92 | FC Twente       | Nederland | Eredivisie     | 31    | 4     |
| 1992/93 | FC Twente       | Nederland | Eredivisie     | 30    | 4     |
| 1993/94 | FC Twente       | Nederland | Eredivisie     | 29    | 0     |
| 1994/95 | FC Twente       | Nederland | Eredivisie     | 24    | 2     |
| 1995/96 | Fortuna Sittard | Nederland | Eredivisie     | 25    | 0     |
| 1996/97 | Fortuna Sittard | Nederland | Eredivisie     | 23    | 0     |
| 1997/98 | Fortuna Sittard | Nederland | Eredivisie     | 23    | 2     |
| 1998/99 | Fortuna Sittard | Nederland | Eredivisie     | 30    | 2     |
| 1999/00 | Fortuna Sittard | Nederland | Eredivisie     | 27    | 3     |
| 2000/01 | Fortuna Sittard | Nederland | Eredivisie     | 23    | 1     |
| 2001/02 | VVV             | Nederland | Eerste divisie | 30    | 4     |
| Totaal  | Totaal          | Totaal    | Totaal         | 394   | 29    |